# Allmänna folkkongressen (Jemen)
Allmänna folkkongressen (arabiska: المؤتمر الشعبي العام) är det styrande politiska partiet i Jemen sedan statsbildningens grundande år 1990. Dessförinnan var partiet i regeringsställning i Nordjemen sedan år 1982.

## Historia
Allmänna folkkongressen bildades år 1982 av överste Ali Abdullah Saleh, Nordjemens dåvarande president, som hade styrt landet med stöd av militären sedan 1978. Flerpartisystem och demokratiska val uteblev dock och i parlamentsvalet 1988 ställde partiet inte upp då politiska partier enligt lag ej fick delta, även om Saleh själv behöll presidentposten. Först efter Jemens enande år 1990 öppnades det upp för partipolitik och i parlamentsvalet 1993 erhöll Allmänna folkkongressen över en tredjedel av mandaten. Saleh hade efter Jemens enande deltagit i en bräcklig enhetsregering med ledaren för Socialistpartiet, det styrande partiet i Sydjemen, men tog helt över makten efter 1994 års inbördeskrig där de sydjemenitiska socialisterna slogs ut. Därefter konsoliderades den politiska makten snabbt i händerna på Saleh och Allmänna folkkongressen.
I det senaste parlamentsvalet, 27 april 2003, fick partiet cirka 58% av rösterna och hela 238 av 301 mandat i Jemens parlament och man dominerar i praktiken partipolitiken i landet.
Under protesterna i Jemen 2011 krävde demokratiaktivister att Ali Abdullah Saleh skulle avgå som president.
 Vicepresident Abd Rabu Mansur Hadi tog över presidentposten i februari 2012 och blev även ny ordförande för Allmänna folkkongressen.